# Вільям Ґудсер-Каллен
Вільям Ґудсер-Каллен (29 березня 1907 — 15 червня 1994) — індійський хокеїст на траві.
Олімпійський чемпіон 1928 року.